# Rudolf Zorn

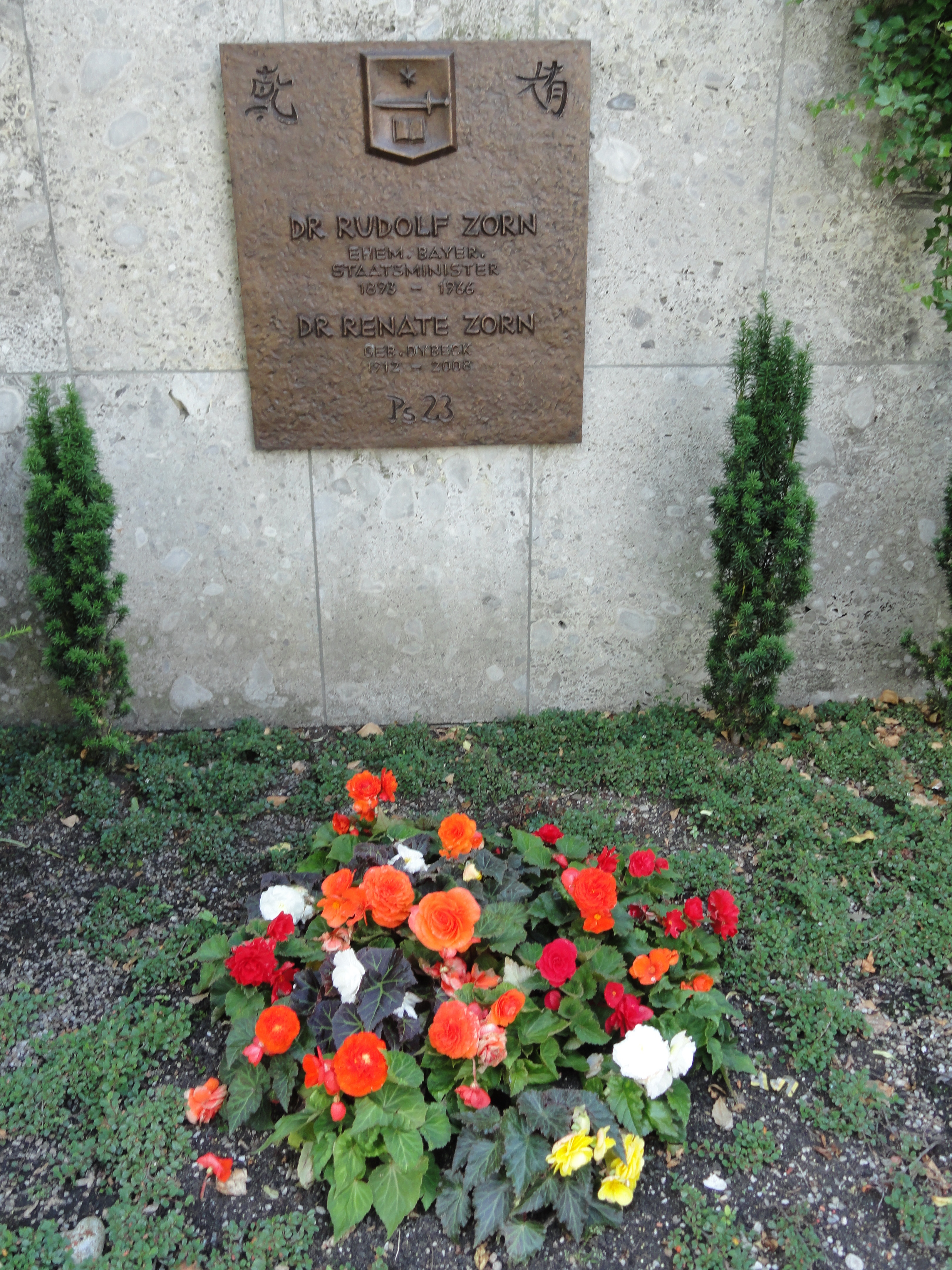
Rudolf Zorns gemeinsame Grabstelle mit seiner Frau Renate, gest. 2008, im Evangelischen Friedhof Kempten

Rudolf Zorn (* 24. Dezember 1893 in Kempten (Allgäu); † 21. Januar 1966 in München) war ein deutscher Jurist und Politiker (SPD).

## Leben und Beruf
Nach dem Abitur am Humanistischen Gymnasium Kempten nahm Zorn ein Studium der Rechts- und Staatswissenschaften in München und Würzburg auf, welches er 1920 mit der Promotion zum Dr. jur. beendete. Anschließend trat er in den bayerischen Verwaltungsdienst ein und war 1926/27 Bezirksamtmann in Lichtenfels. Nach der Machtübernahme der Nationalsozialisten wurde er kurzzeitig in „Schutzhaft“ genommen. Von 1934 bis 1945 war er in einer Zigarettenfabrik in Dresden tätig, zunächst als Mitarbeiter und später als Vorstandsvorsitzender sowie Treuhänder des Unternehmens.
Nach dem Zweiten Weltkrieg kehrte Zorn nach Bayern zurück und war seit 1947 Leiter des Landesamts für Vermögensverwaltung und Wiedergutmachung. Er war 1948/49 als Syndikus in der Industrie tätig und von 1949 bis 1963 Direktor des bayerischen Sparkassen- und Giroverbands. Außerdem war er Mitglied in verschiedenen Aufsichts- und Verwaltungsräten.
Zorn war auch literarisch tätig, so gab er (zum Teil unter dem Pseudonym „Rudolf Wrede“) Werke von Konfuzius und Machiavelli heraus.
Am 21. Januar 1966 verstarb Rudolf Zorn in München. Er wurde auf dem Evangelischen Friedhof in Kempten bestattet.

## Partei
Zorn schloss sich während seines Studiums der SPD an.

## Öffentliche Ämter
Zorn amtierte von 1927 bis 1933 als Bürgermeister der Stadt Oppau (Pfalz). Am 21. Dezember 1946 wurde er als Bayerischer Staatsminister für Wirtschaft in die von Ministerpräsident Hans Ehard geführte Staatsregierung berufen. Nach der Bildung einer CSU-Alleinregierung schied er am 20. September 1947 wieder aus der Regierung aus. Vom 3. Januar 1951 bis zum 19. Juni 1951 war er Bayerischer Finanzminister.

## Werke (Auswahl)
- Rudolf Zorn: Die Als-ob-Demokratie. Über die Notwendigkeit der Änderung der Regierungstechnik – 3 Vorträge. Institut zur Förderung öffentlicher Angelegenheiten e. V., Mannheim 1955, DNB 455836329 (51 S.).
- Rudolf Zorn: Der Fürst / Machiavelli. Übersetzt und herausgegeben von Rudolf Zorn (= Kröners Taschenausgabe. Band 235). 3. Auflage. Kröner, Stuttgart 1963, DNB 453129161 (152 S.).
- Rudolf Wrede: Worte des Konfuzius. Aus dem Buche der Gespräche. Bearbeitet und eingeleitet von Rudolf Wrede. P. Hugendubel, München 1942, DNB 57262929X (157 S.).
- Rudolf Wrede: Unvergessene Gestalten. Erlebnisse und Begegnungen. P. Hugendubel, München 1943, DNB 578513633 (167 S.).

## Auszeichnungen
1959: Bayerischer Verdienstorden

## Dr.-Rudolf-Zorn-Stiftung
Zorn richtete in seiner Heimatstadt die nach ihm benannte Stiftung ein, die er auch in seinem Testament großzügig bedachte.
Der Kunst-Förderpreis der Dr.-Rudolf-Zorn-Stiftung ist mit 3.000 Euro dotiert. Er geht an bildende Künstler aus dem Allgäu und wird jährlich im Rahmen der Allgäuer Festwoche vergeben.
Das Stiftungsvermögen wurde 2008 aus dem Nachlass seiner Frau Dr. Renate Zorn aufgestockt; es wird von der Stadt Kempten (Allgäu) verwaltet. Jährlich finden Ausschüttungen in den Bereichen Kultur und Jugendförderung statt.